# Кісін Віктор Борисович
Кісін Віктор Борисович (рос. Кисин Виктор Борисович; 1933—1997) — радянський і український кінорежисер і театральний педагог. Кандидат мистецтвознавства (1981). Професор (1995). Заслужений діяч мистецтв України (1993). Член Національної спілки кінематографістів України.

## Біографія
Народився 4 квітня 1933 р. в Хабаровську (Росія). Закінчив Київський державний інститут театрального мистецтва ім. І.Карпенка-Карого (1959, курс М. Верхацького), де викладав з 1965 р. Професор (1995).
Працював у театрах Одеси, Сімферополя, Києва.
Разом з Вадимом Чубасовим заснував першу в Радянському Союзі кафедру телережисури в Київському державному інституті театрального мистецтва ім. І. К. Карпенка-Карого (нині — Київський національний університет театру, кіно і телебачення ім. І. К. Карпенка-Карого). Після цього Віктор Кісін заснував таку ж кафедру і в Київському державному інституті культури ім. Корнійчука (нині — Київський національний університет культури і мистецтв).
Автор книги «Режисура як мистецтво та професія: Життя. Актор. Образ. Із творчої спадщини» (К., 1999).
Був членом Спілки кінематографістів України.
Помер 4 вересня 1997 р. в Києві.

## Сім'я
- Дружина — Світлана Іванівна Степаненко (продюсерка, сценарист, редакторка, громадська діячка, членкиня Національної спілки кінематографістів України).[2]
  - Син — Андрій Степаненко.[2]

## Фільмографія
Поставив телефільми (студія «Укртелефільм»):
- «Фауст і смерть» (1966) — перший український ігровий телефільм,
- «Весняний день 30-е квітня» (1974) — перший в Україні художній відеофільм
- «Останній засіб королів» (1983—1986, 4 а)

Створив також стрічки:
- «Браво-бравушки» (1987)
- «Без сенсацій» (1988)
- «Шамани Дархадської землі» (1991, спів, сцен., худ. керівник фільму)
- «Таїнства Києво-Печерської лаври» (1994)
- «На полі крові» та ін.

Ролі в кіно:
- «Чи мимо пролетить вона...» (1977) (к/м, реж. Н. Збандут)

Сценарист:
- «Нехай він виступить» (1981, реж. О. Бійма)
- «Останній засіб королів» (1983—1986, 4 а)